# Германски кръстоносен поход
Германски кръстоносен поход, известен също като Еврейски погроми в Германия по време на Първия кръстоносен поход е епизод от Народния кръстоносен поход, който протича в Северозападна Европа по поречието на Рейн в началото на лятото на 1096 г. Тълпи от френски и немски селяни, обеднели рицари, просяци и бродяги извършват погроми в еврейски общини. Заема важно място в съвременната еврейска историография и се разглежда като първи пример на масов народен антисемитизъм, който се разпространява оттогава и в крайна сметка води до Холокоста.

## Причини
Призивът на папа Урбан на събора в Клермон за Първия кръстоносен поход разпалва стари настроения на организирано насилие срещу евреите в Европа. Въпреки че антиюдаизмът и гоненията на евреите съществуват от Античността, германските рицари решават, че първо трябва да се справят със собствените си евреи по Рейн, преди да ходят да освобождават Светите земи и Божи гроб от ръцете на неверниците. Според тях превземането на Йерусалим от християните и установяването там на християнски император би предизвикало Края на света, при който се очаква евреите да преминат към християнството. В части от Франция и Германия евреите са разглеждани като не по-малък враг от мюсюлманите. Смята се, че те са отговорни за разпъването на Христос, т.е. за богоубийството, а и са по-забележими от далечните мюсюлмани, които все пак са друговерци. Мнозина се чудят, защо трябва да пътуват хиляди километри, за да се бият с друговерците, когато съвсем наблизо има неверници.
По-прозаична причина е, че всички кръстоносци се нуждаят от средства за екипировка. Тъй като евреите се занимават основно с търговия и лихварство, е възможно желанието им да спечелят от ситуацията да е създало настроения против тях.

## Протичане
От началото на лятото на 1096 г. германска армия от около 10 000 души, водени от духовниците Готшалк, Фолкмар и граф Емихо, се придвижва на север по долината на Рейн в посока, противоположна на Йерусалим, извършвайки систематични изстъпления срещу евреите. Отначало се придвижват на север към известни еврейски общности, като тази в Кьолн, а след това се връщат на юг. На евреите е даден избор да преминат към християнството или да бъдат избити. Мнозина не се отричат от религията си и разпространението на новините за масови убийства сред еврейските общности довеждат до ужасяващи масови самоубийства. Хиляди евреи са избити въпреки опитите на местните църковни и светски власти да ги защитят. Навсякъде църквата се обявява в защита на преследваните, често епископите ги приютяват в дворците си, но това не спира преследвачите.
Бандите на Фолкмар, наброяващи около 12 000 души, избиват местните евреи в Прага въпреки опитите на местните духовници да ги защитят. Навлизайки в Унгария, те са обкръжени и избити от войските на крал Калман.
Отрядът на Емихо (граф Емих фон Лайзинген) се събира на територията на Среден Рейн и включва както поклонници от простолюдието, така и местни феодали, занимаващи се предимно с разбойничество. Те избиват евреи в рейнските градове, за да отнемат богатствата им. Кланетата започват в Шпайер на 3 май и продължават следващия месец в Майнц, Кьолн, Трир и Вормс. В Мец са убити 22 евреи. От югозападна Германия отрядът тръгва покрай Дунав. Понеже нямат пари, кръстоносците започват да грабят след границата с Унгария, въпреки че крал Калман им е забранил да преминат. Те обсаждат унгарската гранична крепост Визелбург и там много от тях са убити от армията на краля. Граф Емих успява да избяга. През октомври 1096 г. войската му се разпада, а самият той се връща във владенията и не взема участие в похода на бароните.

## Оценки
Според Грусе тези изстъпления заплашват да опозорят идеята за кръстоносен поход още в началото. Антисемитските метежи, извършвани против волята на църквата, представляват обикновен селски бунт с цел грабеж.